# Adele
Adele Laurie Blue Adkins MBE (Tottenham (Londen), 5 mei 1988) is een Britse popzangeres. Ze is bekend van de albums 19, 21, 25 en 30 en onder meer de singles Someone Like You, Rolling in the Deep, Skyfall en Make You Feel My Love.

## Biografie
Adeles moeder was 18 toen Adele geboren werd. Toen Adele drie jaar was, gingen haar ouders uit elkaar. Adele groeide hierna verder op bij haar moeder en stiefvader. Ze groeide op in de Londense wijk Tottenham. Al op jonge leeftijd schreef ze zelf liedjes. Op negenjarige leeftijd verhuisde Adele met haar moeder naar Brighton, maar twee jaar later gingen ze alweer terug naar Londen. In mei 2021 overleed haar vader op 57-jarige leeftijd.

## Carrière

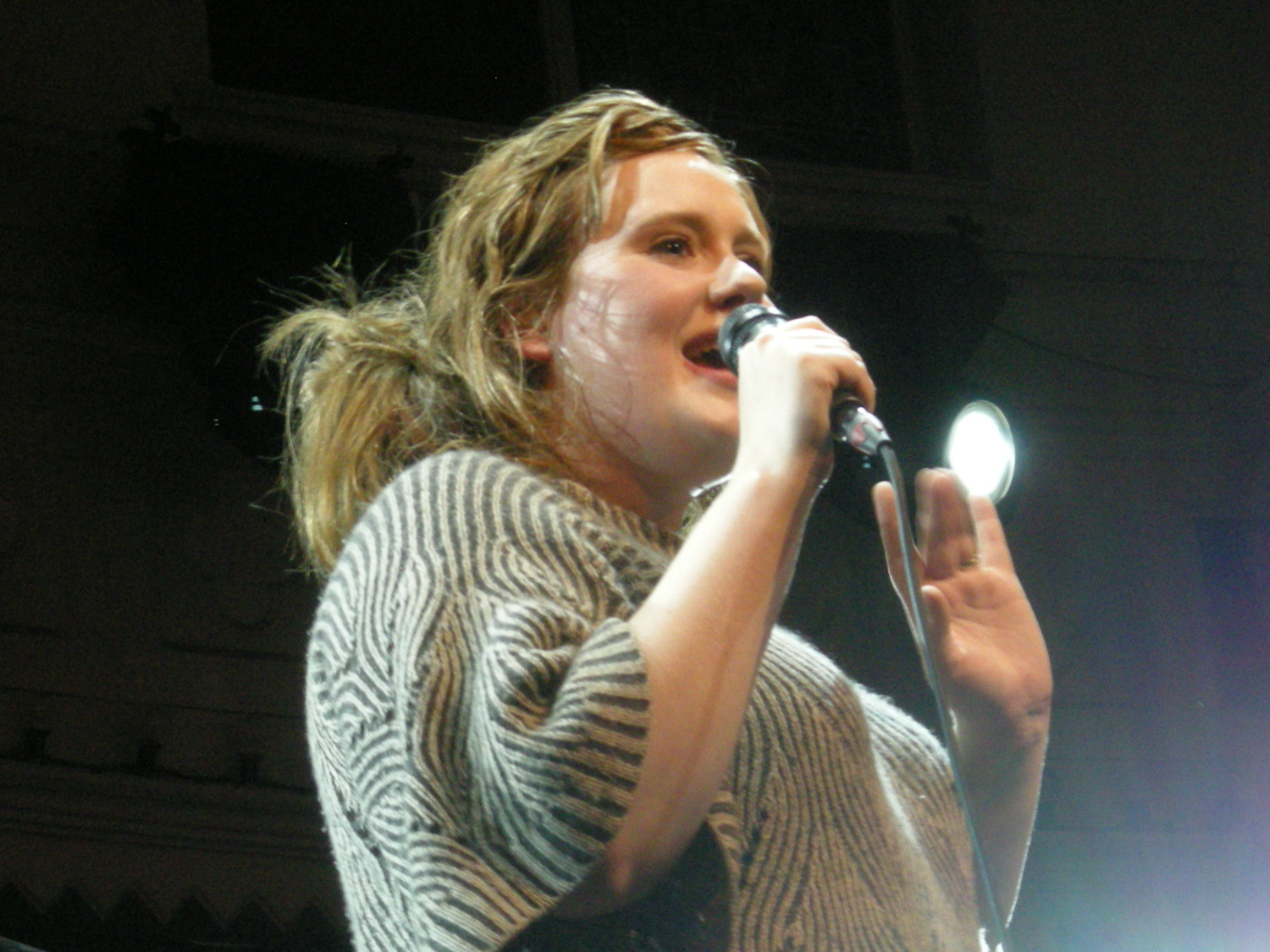
In Paradiso (2008)

Adele slaagde in mei 2006 voor de BRIT school, die voorbereidt op podiumkunsten. Daar schreef ze Hometown Glory, My Same en Daydreamer. Later toerde ze met onder andere Raul Midón, Amos Lee en Keren Ann door Groot-Brittannië en trad ze op in hun voorprogramma's en op festivals. In 2007 begon Adele aan een solotournee door Engeland. Ze nam ook een demo op, liet hem horen aan een vriend van haar en die vriend plaatste haar liedjes op Myspace. Haar muziek kreeg veel positieve reacties en ze werd benaderd door het label XL Recordings, waar ze in 2007 een contract tekende.
Op 22 oktober 2007 bracht Adele haar eerste single uit in Groot-Brittannië, getiteld Hometown Glory. Hierin bezingt ze de mooie kanten van de Londense wijk Tottenham.
In januari 2008 werd haar tweede single Chasing Pavements uitgebracht. Dit nummer werd ook buiten Groot-Brittannië een hit, onder meer in Nederland en België. In de Single Top 100 haalde het nummer de top 5. Nadat de single Cold Shoulder een kleine hit was geworden, bracht Adele in het najaar van 2008 het nummer Make You Feel My Love uit, een cover van Bob Dylans originele versie. In Nederland betekende dit haar grote doorbraak. Het werd een nummer 1-hit in de Single Top 100. Ook het debuutalbum 19 was erg succesvol, het stond 8 weken op nummer 1 en werd een jaar later het bestverkochte album van 2009.
Nog in 2008 tekende ze een joint venture met Columbia Records en XL Records en vervolgens ging ze naar de Verenigde Staten met haar muziek. Er kwam een korte tournee door Noord-Amerika en vervolgens werd haar album ook daar uitgebracht. Op 18 oktober 2008 was ze te gast in het programma Saturday Night Live, waar veel mensen naar keken omdat Sarah Palin een andere gast van die avond was. De volgende dag stond het album van Adele onmiddellijk op nummer 1 op iTunes. Ze hoorde meteen bij de wereldtop.
Tijdens de Grammy Awards van 2009 won Adele twee Grammy Awards voor beste nieuwkomer en beste vrouwelijke artiest. Verder ontving ze nog twee andere nominaties voor een Grammy en was ze ook genomineerd voor drie Brit Awards. Daarnaast won Adele in 2009 de European Border Breakers Award, een prijs voor artiesten die buiten hun geboorteland het goed doen.

### 21en internationale doorbraak (2010–2012)
Eind 2009 en in 2010 begon Adele aan een nieuw album te schrijven, genaamd 21. Het album werd op 21 januari 2011 uitgebracht. De eerste single van het album, Rolling in the Deep, werd de eerste monsterhit van het album. Het behaalde twee keer de nummer 1-positie in de Nederlandse Top 40 en werd de bestverkochte single van 2011. Als tweede single werd Set Fire to the Rain uitgebracht. Ook dit nummer boekte veel succes. Het nummer was de meest gedraaide plaat op de Nederlandse radio in 2011. Een andere single die een megahit werd, was Someone Like You. Het vierde nummer dat als single uitgebracht werd, was Rumour Has It.
Een andere single die op dit album staat, is Turning Tables. Het album telt 11 nummers. De speciale editie telt er 13. Op 20 februari 2011 presteerde ze iets wat The Beatles in 1964 ook lukte. Ze stond namelijk tegelijkertijd met twee singles (Rolling in the Deep op nummer 4 en Someone Like You op nummer 1) in de UK Singles Chart én 2 albums (21 op nummer 1 en 19 op nummer 2) in de Britse albumlijst.
Het lukte Adele op 11 maart 2011 zowel de nummer 1- als de nummer 2-positie te bezetten in de Top 40 met respectievelijk Rolling in the Deep en Set Fire to the Rain. Dit was de eerste keer in 32 jaar dat een artiest dit lukte. Voor het laatst was dit Michael Jackson in 1979. Op 26 maart 2011 bezette Adele nog altijd de eerste en tweede plaats in de lijst, waarmee ze dit drie weken op rij volhield. Op 26 maart 2011 werd Set Fire to the Rain haar derde nummer 1-hit in de Single Top 100. Adele schreef kort erna muziekgeschiedenis in Engeland. Het album 21 voerde op dat moment al 10 weken de Britse albumlijst aan. Het vorige record was in handen van Madonna, die in 1990 negen weken op nummer één stond met het verzamelalbum The Immaculate Collection. Adeles debuutplaat 19 stond toen op de tweede plek in de Britse albumlijst. In Nederland evenaarde Adele op 22 oktober 2011 met haar album 21 het record van Caro Emerald die met haar debuutalbum 30 weken op nummer 1 stond in de Album Top 100. Op 12 november 2011 verbrak ze het record in MNM50 met Someone Like You; ze stond toen 12 weken op nummer 1. Het album werd in 2011 en 2012 het meest verkochte album en werd ook een van de best verkochte albums ooit.
Op 12 februari 2012 won Adele zes Grammy Awards, onder meer voor Record of the Year, Song of the Year en Album of the Year. Twee dagen later kwamen verschillende nieuwssites over de hele wereld met het nieuws dat Adele vier of vijf jaar zou stoppen met muziek maken. Adele ging na een pauze van hooguit vijf dagen echter gewoon verder.

### Skyfallen Grammy (2013–2014)
Adele heeft ook de titelsong van de James Bondfilm Skyfall geschreven en ingezongen. De gelijknamige single bereikte onder andere in Nederland, België, Duitsland, Ierland en Zwitserland de nummer 1-positie in de hitlijsten. Met deze single won ze de Golden Globe voor Best Original Song (voor een film). Daarnaast won ze ook een Oscar in 2013 in de categorie beste muziek (originele muziek).
Ze won ook in 2013 een Grammy in de categorie Beste zangeres internationaal. In december 2013 werd Adele benoemd tot Lid in de Orde van het Britse Rijk.

### 25en meer Grammy's (2015–2017)
Op 22 oktober 2015 bracht ze haar single Hello uit. De single werd meteen een hit en stond wekenlang wereldwijd op nummer 1. De videoclip op YouTube was in april 2017 al meer dan een 1,9 miljard keer bekeken, waarmee het een van de meest bekeken video's op YouTube aller tijden werd. Op 20 november werd het album 25 uitgebracht. Ook dit stond meteen overal ter wereld op nummer 1. In de Verenigde Staten alleen al werden een recordaantal exemplaren in de eerste week verkocht; namelijk meer dan drie miljoen. Hierna werd het nummer When We Were Young uitgebracht, dat in verhouding een minder groot succes werd. In de Nederlandse Top 40 behaalde het de veertiende plaats en in België de twintigste. Op 16 mei 2016 werd Send My Love (To Your New Lover) uitgebracht. Ook deze single behaalde het niet te evenaren succes van Hello en de drie tophits van 21, maar werd toch een hit in verschillende landen. In de Nederlandse Top 40 haalde het de dertiende plaats en in België de vierde. Tot slot werd Water Under the Bridge uitgebracht. In de Nederlandse Top 40 haalde dit de 25e plaats en in België de tiende plaats. In vijf weken tijd werden er 320.000 exemplaren van 25 verkocht en daarmee werd het het bestverkochte album van 2015. Wereldwijd verkocht het album in 2015 alleen al meer dan zeventien miljoen exemplaren, waarmee het ook wereldwijd het bestverkochte album van 2015 werd. Het is tevens een van de bestverkochte albums van de 21ste eeuw, met inmiddels ruim 20 miljoen exemplaren. In België is het inmiddels al met acht keer platina bekroond. Tijdens de Grammy Awards van 2017 sleepte Adele vijf awards binnen, waarvan Album of the Year en Best Pop Vocal Album naar 25 gingen en Record of the Year, Song of the Year en Best Pop Solo Performance naar Hello gingen.
Op 1, 3, 4 en 6 juni 2016 gaf Adele concerten in de Ziggo Dome in Amsterdam. De kaarten waren binnen twintig minuten uitverkocht. Ook de concerten in het Sportpaleis in Antwerpen op 12 en 13 juni waren vrijwel meteen uitverkocht. Op 27 juni 2016 trad Adele op voor ruim 150.000 mensen op het Glastonbury Festival in Pilton. Op 28 en 29 juni en 1 en 2 juli 2017 trad ze op in Wembley Stadium in Londen, onder de titel The Final. De laatste twee werden geannuleerd vanwege stemproblemen bij Adele.

### 30(2018–heden)
Na haar tour ter promotie van 25 bleef het een aantal jaren stil rond Adele, hoewel er al in 2019 geruchten waren dat ze bezig zou zijn met een nieuw album. Pas in 2020 werd officieel bevestigd dat Adele met een nieuw album zou komen. Dit album stond eerst gepland voor september 2020, maar werd uitgesteld vanwege de coronapandemie. Wel presenteerde Adele in 2020 de Amerikaanse show Saturday Night Live. Op 19 november 2021 kwam haar album 30 uit, naar haar leeftijd toen ze eraan begon. De eerste single van het album, Easy on Me, verscheen op 15 oktober dat jaar, haar eerste sinds november 2016. Het nummer werd wereldwijd een grote hit. Later kwamen ook Oh My God en I Drink Wine op single.
Adele verscheen in november 2021 gelijktijdig op de covers van de Britse en Amerikaanse edities van Vogue, iets dat volgens het blad zelf nog nooit eerder was voorgekomen.
In augustus 2024 trad Adele tien keer op in München een speciaal gebouwde arena met een capaciteit van 80.000 toeschouwers. Het succes was enorm. Adele kondigde aan na het afronden van deze shows en haar shows in Las Vegas voor onbepaalde duur te stoppen met muziek.

## Privé
Adele is verloofd met Rich Paul. Uit een eerder huwelijk heeft ze een zoon.